# Felföldi László (színművész, 1925–1964)
Felföldi László, idősebb, (Debrecen(?), 1925(?) – Eger (?), 1964. április 24.), névváltozata: Felföldy László, magyar színművész, (ifjabb) Felföldi László színművész apja.

## Élete
1951-ben végzett az Színház- és Filmművészeti Főiskolán. Felesége Szilágyi Eta színésznő volt, közös gyermekük (ifjabb) Felföldi László is a színészi pályát választotta. Főiskolásként 1949-től az Úttörő Színházban, 1950-től az Ifjúsági Színházban szerepelt, 1951-től már diplomás színészként a Madách Színház szerződtette. 1955-től a Békés Megyei Jókai Színház, 1958-tól a győri Kisfaludy Színház színház művésze, 1961-től a Veszprémi Petőfi Színház tagja volt. 1963-tól vendégként szerepelt Egerben. A színészi munkája mellett rendezéssel is foglalkozott. 1964 áprilisában már az egri Gárdonyi Géza Színház színművészeként jelent meg róla a szomorú hír: 

„Tragikus körülmények között elhunyt Felföldi László, a színház tagja. A tehetséges művész már erősen meggyengült idegállapotban került a színházhoz, és egészségi állapota az utóbbi időben egyre romlott, míg végül idegei felmondták a szolgálatot — és többszöri kísérlet után — tegnap önkezével vetett véget életének. Az egri közönség „A nőuralom”, az „Aias” és „Stuart Máriá”-ban nyújtott kitűnő alakításai után őrzi Felföldi Lászlót emlékezetében.””

Sinkovits Imre, akivel együtt végzett a főiskolán, így emlékezett róla 1972-ben: „Nézd meg, kik haltak meg fiatalon a magyar színészek közül: […] nekem egy kevésbé ismert osztálytársam, Felföldi László, debreceni parasztgyerek, ugyancsak 39, vagy 40 éves korában felakasztotta magát.”

## Színházi szerepei
A Színházi adattárban regisztrált bemutatóinak száma Felföldi László néven: 8, Felföldy László néven: 44.
- William Shakespeare: Vízkereszt vagy amit akartok... Malvolio
- William Shakespeare: Tévedések vígjátéka... Csippencs
- William Shakespeare: Romeo és Júlia... János barát
- Lope de Vega: A hős falu... Leonello
- Friedrich Schiller: Stuart Mária... Kent grófja
- Friedrich Schiller: Don Carlos... Domingo
- Friedrich Schiller: Ármány és szerelem... Komornyik
- Arisztophanész: A nőuralom... Blepyros, Praxagora férje
- Szophoklész: Aias... Agamemnon
- George Bernard Shaw: Szent Johanna... D'Estivet
- Nyikolaj Vasziljevics Gogol: A revizor... Oszip, Hlesztakov szolgája
- Lev Nyikolajevics Tolsztoj – Erwin Piscator: Háború és béke... Bonaparte Napoleon
- Alekszandr Nyikolajevics Osztrovszkij: Farkasok és bárányok... Kupavina lakája
- Marcel Achard: A világ legszebb szerelme... Laubardemont
- Marcel Pagnol: A szép Fabien... Marcipán, a cukrász
- John Boynton Priestley: Váratlan vendég... Coole, felügyelő
- Reginald Rose: Tizenkét dühös ember... 10. esküdt
- Heltai Jenő: A néma levente... Agárdi Péter; Mátyás, a magyarok királya; Neppo; Tiribi
- Mesterházi Lajos: A tizenegyedik parancsolat... Író
- Mesterházi Lajos: Pesti emberek... Béla
- Szigligeti Ede: Liliomfi... Szellemfi, vándorkomédiás
- Katona József: Bánk bán... Biberach
- Bródy Sándor: A tanítónő... Szolgabíró
- Jókai Mór – Török Tamás: Szeretve mind a vérpadig... Marci
- Jókai Mór: A kőszívű ember fiai.. Baradlay Kázmér
- Mikszáth Kálmán – Benedek András – Karinthy Ferenc: A körtvélyesi csíny... Pengő
- Molnár Ferenc: Olympia... Albert
- Sarkadi Imre: Út a tanyákról... Derecskei Pista
- Felkai Ferenc: A princesszin... Kalmár
- Felkai Ferenc: Cleopatra éjszakája... Memen
- Szirmai Albert – Bakonyi Károly – Gábor Andor: Mágnás Miska... Mixi gróf
- Jacobi Viktor: Leányvásár... Harrison
- Kacsóh Pongrác: János vitáz... A falu csősze
- Hubay Miklós: István napja... Sátor Gazsi
- Kálmán Imre: Bajadér... La Torutte Fülöp
- Kaszó Elek – Tóth Miklós – Hajdu Júlia: Füredi komédiások... Füredi komédiások
- Dékány András – Baróti Géza: Dankó Pista... Bittó halászmester
- Jacques Mauclair: Ottó bácsi... Ottó bácsi
- Konsztantyin Fjodorovics Iszajev – Alekszandr Arkagyievics Galics: Nem magánügy... Szakállas
- Anatolij Szurov: Hajnal Moszkva felett... Igor Bobrov
- Borisz Leontyevics Gorbatov: Egy éjszaka... Csornih
- Borisz Leontyevics Gorbatov: Az apák ifjúsága... Ocskár
- Konsztantyin Mihajlovics Szimonov: Legény a talpán... Fiatal orvos
- Borisz Szergejevics Romasov: Égő híd... Távírász
- E. Princev – J. Hocsinszkij: Csodák országa... Rachimov
- Vratislav Blažek: Mesébe illik... Mázoló
- Miloslav Stehlík: Ketten a veremben... Sógor
- Leltár miatt nyitva (kabaré)... szereplő

## Rendezéseiből
- John Boynton Priestley: Váratlan vendég (Békés Megyei Jókai Színház)

## Filmszerepek
- A mi földünk (1959)